# Doug Steele
Pour les articles homonymes, voir Steele.
Doug Steele est un fermier et un homme politique provincial canadien de la Saskatchewan. Il représente la circonscription de Cypress Hills à titre de député du Parti saskatchewanais depuis 2016,.

## Biographie
Avant son élection à l'Assemblée législative de la Saskatchewan, Steele a siégé au conseil municipal de la municipalité rurale de Gull Lake No. 139 (en) durant près de 20 ans. Il occupe également le poste de directeur de la Division 3 de l'Association des municipalités rurales de la Saskatchewan (en).
Résident de Gull Lake, Steele opère une ferme céréalière et laitière.